# 淮海大楼
淮海大楼原名皇家公寓、帝国公寓或恩派亚大厦（英語：Empire Mansions），位于上海市淮海中路1326号。

## 历史
公寓所处的地块原为新康洋行的产业，后者于1931年将该土地出让。地产商丰盛实业公司计划在此地块上新建一幢公寓。建筑由凯泰建筑事务所（英語：Kyetay Architects）设计师黄元吉设计，夏仁记营造厂（一说裕昌泰营造厂）承建，造价约50余万元。1934年2月，建筑开始招标；建筑落成的时间则不晚于1935年6月。公寓被命名为恩派亚公寓。建成之初，公寓颇受租户青睐，几乎所有的房屋都被租下。1949年以后，公寓更名为淮海大楼。1985年，为解决住房紧张问题，公寓在保持原有外形的基础上加建一层（转角处加建两层）。1990年代，公寓被重新粉刷。2001年，为迎接APEC在上海召开，上海徐房集团对公寓立面进行整修，恢复了公寓的历史风貌。
上海美美百货公司曾于1994年至2007年开设于公寓底层。现时公寓底层仍为商铺，二层以上则为居民住宅。该公寓分别于1994年和2003年，被列为第二批上海市优秀历史建筑和徐汇区登记不可移动文物。

## 建筑
淮海大楼占地面积0.64公顷，建筑面积1.04万平方米，为钢筋混凝土结构建筑。淮海大楼是一幢典型的“周边式”公寓：其建筑平面呈L形，沿道路转角处布置，由三个单元拼接而成。公寓内侧原有网球场，北侧设有附屋，作为供汽车出入的过街楼。

### 外部设计
公寓为现代风格，具有装饰艺术的特征。公寓立面以转角处为中轴，两侧基本对称。立面中部高七层，向两翼跌落两层。其中部设有三条竖向装饰线条，两翼横向布置水平带窗，两者形成了鲜明的对比，使得原来不高的建筑有屹立向上的气势，充分体现了装饰艺术风格的特点。据说立面中央设置三条装饰线条，是为了象征三民主义。

### 内部设计
公寓底层为商铺，主入口位于立面中部转角处。门厅通道被设计为锯齿形，以便为商铺留有足够的面积。公寓户型以一室户和两室户为主，中部和东端设有三室户。公寓中部单元设有两部电梯。